# Kalktjärnen, Jämtland
Kalktjärnen är en sjö i Åre kommun i Jämtland och ingår i Indalsälvens huvudavrinningsområde.